# Jembrana daitoensis
Jembrana daitoensis är en insektsart som beskrevs av Matsumura 1940. Jembrana daitoensis ingår i släktet Jembrana och familjen spottstritar. Inga underarter finns listade i Catalogue of Life.